# Институт по земеделие и семезнание „Образцов чифлик“

Институтът по земеделие и семезнание „Образцов чифлик“ в Русе е научноизследователски институт, развиващ научна, обслужваща и приложна дейност в областта на агротехниката, лозата, полските култури и семезнанието. Той е научно звено в структурата на Селскостопанската академия.
Институтът се намира в Северния климатичен район на Дунавската равнина, на 12 километра югоизточно от града. Експерименталната работа на института се извършва в опитно поле с размер 1000 декара, вегетационен комплекс и пет лаборатории.

## История
Институтът е първият в историята на земеделската култура и просвета в България. Историята му започва след Освобождението, когато с Указ № 374 от 13 декември 1879 г. е открито първото практическо земеделско училище, което през 1883 г. става средно, с 3-годишен курс на обучение (негов наследник е днешната Професионална гимназия по селско стопанство „Ангел Кънчев“).
През 1887 г. е създадена първата ботаническа градина, наречена „Сортимент“, в която се изпробват редица нови земеделски култури. Ръководител на опитното поле става Константин Малков – считан за баща на опитното дело в страната.
През 1893 г. е обнародван Законопроект за повдигане на работническия елемент в страната, според който с началото на учебната 1894/5 г. във всички административни окръзи ще бъдат отворени практически образцови чифлици (fermes ecolеs) и практически образцови работилници (ateliers d'apprentissage). През 1897 г. е продължена идеята за създаване на земеделски опитни учреждения в България по подобие на тези в Европа, вече достигнали пълния си разцвет. Този въпрос е поставен за пръв път от Константин Малков. Идеята е осъществена със създаването на 3 земеделски опитни станции в страната – в Садово, Образцов чифлик и Плевен.
В „Образцов чифлик“ Земеделската опитна станция (ЗОС) се създава на 9 март 1905 г. въз основа на изградено с модерен за времето си облик изпитателно (или още опитно) поле и богат опит от страна на учителите. Станцията се радва на редица постижения в областта на селекцията и агротехниката, придобивайки известност в страната и извън нея.
Редом с научноизследователска и учебна работа се извършва и публицистична дейност. ЗОС „Образцов чифлик“ има свое списание „Ново земеделие“, което по-късно е преименувано на „Селскостопански преглед“, собствена печатна база, в която се издават първите брошури, учебни помагала и други.
През 1960 г. ЗОС е преименувана на Комплексна опитна станция, а две години по-късно на Селскостопански научноизследователски институт, който сега е профилиран по земеделие и семезнание и е в структурата на Селскостопанската академия. 
Негови ръководители през последните години са: проф. д-р Панайот Станев, проф. дин Димитър Русев, проф. дсн Мито Мирчев, доц. д-р Йордан Тодоров, доц. д-р Симеон Митев, проф. дсн Петър Радков, доц. д-р Генка Патенова, доц. д-р Галина Панайотова, доц. д-р Димитрия Петкова.